# Port Hastings
Port Hastings (en gaélique écossais: Còbh A' Phleasdair) est un village canadien situé dans le comté d'Inverness, sur l'île du Cap-Breton en Nouvelle-Écosse. 

## Géographie

### Hameaux et lieux-dits
Port Hastings comprend les hameaux suivants: Craigmore, Creignish, Rear Creignish, Low Point, Newtown, Port Hastings et Troy.

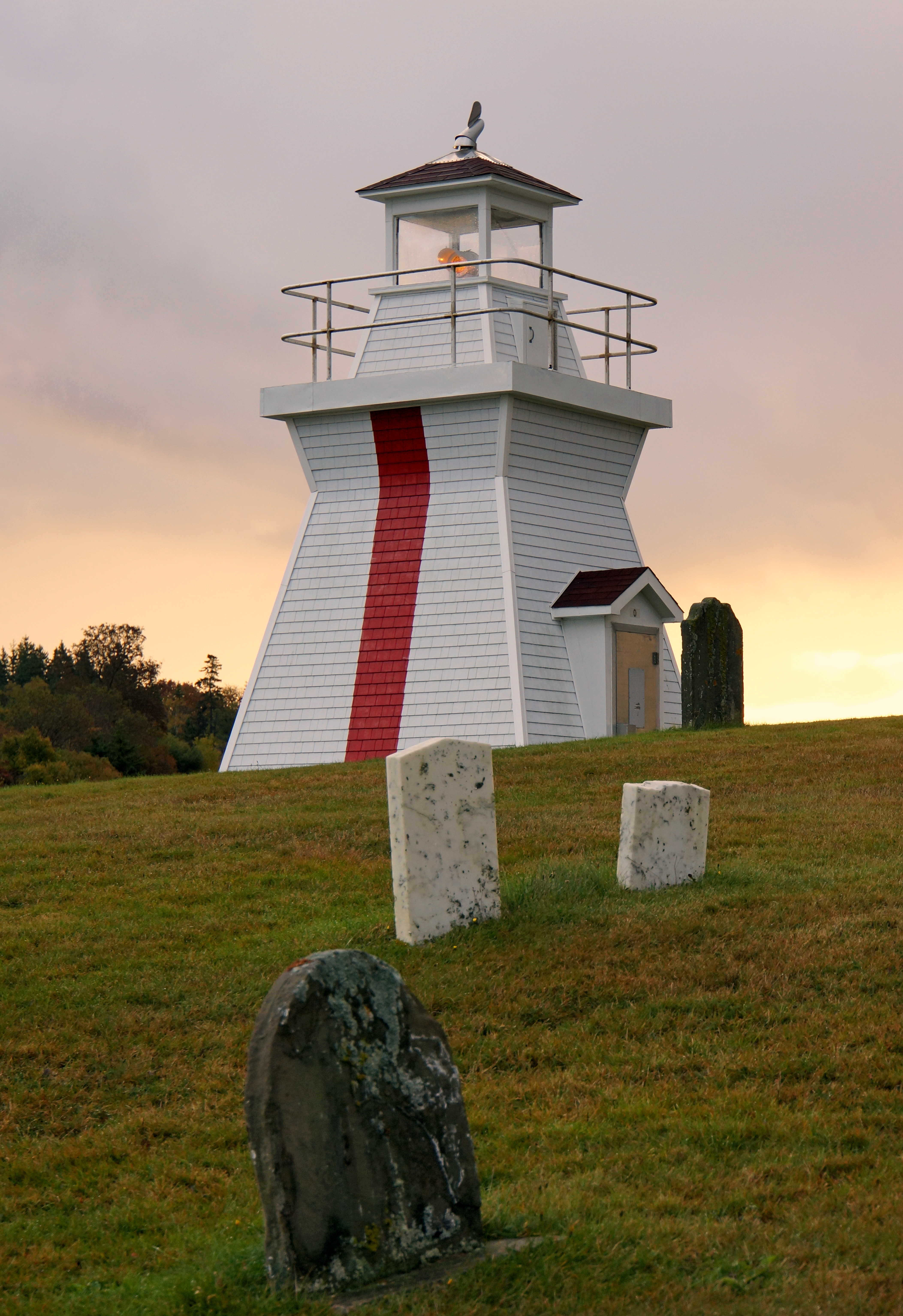
Phare et cimetière de Balache Point au canal de Canso à Port Hastings